# 長谷川暖
長谷川 暖（はせがわ のどか、12月3日 - ）は、日本の女性声優。東京都出身。賢プロダクション所属。

## 略歴
首都大学東京（現・東京都立大学）法学部卒業。
スクールデュオ卒業。2015年4月1日より賢プロダクション所属。
2025年1月1日、自身のXアカウントにて同じく声優の岩河拓吾と結婚したことを報告。

## 人物
教員免許状（中学・高等学校一種）を取得している。
特技はDTPデザイン（Illustrator、Photoshop）で、広報・デザイン関連で就労した経験がある。趣味は三味線、端唄、クラフトビール。他にKinKi Kids、黒猫、小旅行が好き。高尾山の近くで自然に囲まれて育ったため、花の名前にも詳しい。

## 出演

### テレビアニメ
2014年
- 幕末Rock
- パックワールド（ゴースト、パックワールドの住人）

2016年
- 少女たちは荒野を目指す（幼い文太郎、夕夏の母）
- リルリルフェアリル〜妖精のドア〜（あおい）
- DAYS（女子生徒）
- ドリフターズ（市民）

2017年
- 妖怪ウォッチ（カクリー）
- 鬼平（少年C、奉公人）
- バチカン奇跡調査官（マーガレット）
- メイドインアビス（2017年 - 2022年、子供） - 2シリーズ
- いぬやしき（女子生徒、生徒）

2018年
- 新幹線変形ロボ シンカリオン（2018年 - 2022年、三島ヒビキ） - 2シリーズ
- メルヘン・メドヘン（2018年 - 2019年、冴子）
- カードキャプターさくら クリアカード編（教師、観光客）
- 若おかみは小学生!（ミチ子の母、スタッフ、マスコミの皆さん、女性客1）
- レイトン ミステリー探偵社 〜カトリーのナゾトキファイル〜（女社員）
- 色づく世界の明日から（女子生徒）
- ゾンビランドサガ（観客2）

2019年
- どろろ（女房）
- キャロル&チューズデイ（偽母B）
- 私、能力は平均値でって言ったよね!（女将、魔法使い姿の女、ポーリンの母）
- 超人高校生たちは異世界でも余裕で生き抜くようです!（村人A）
- サザエさん（サクラちゃんのお母さん、洋子さん）

2020年
- pet（看護師）
- クレヨンしんちゃん（お姉さん）

2022年
- ニンジャラ（ラプトル）
- 名探偵コナン（ニュースキャスター）

2023年
- ドラえもん（テレビ朝日版第2期）（おばさん）
- ひろがるスカイ!プリキュア（市民、テニス部員）
- 不滅のあなたへ（ユイスの母）
- 虚構推理 Season2（音無薫子）
- The Legend of Heroes 閃の軌跡 Northern War（ベスナ・ウィンスレット）
- ポーション頼みで生き延びます!（サァルの母）

2024年
- 魔法少女にあこがれて（先生）
- メタリックルージュ（ダリア）

2025年
- 天久鷹央の推理カルテ
- 機動戦士Gundam GQuuuuuuX
- 真・侍伝 YAIBA（同級生、シオジ）
- ホテル・インヒューマンズ（シャオ〈幼少期〉）

### 劇場アニメ
- 君の名は。（2016年）
- 若おかみは小学生!（2018年）
- 劇場版総集編【後編】メイドインアビス 放浪する黄昏（2018年）
- 天気の子（2019年）[17]
- 劇場版 新幹線変形ロボ シンカリオン 未来からきた神速のALFA-X（2019年、三島ヒビキ）
- 映画 ヒーリングっど♥プリキュア ゆめのまちでキュン!っとGoGo!大変身!!（2021年、街の人々）
- アリスとテレスのまぼろし工場（2023年、容疑者 / マリコ）

### Webアニメ
- 無限の住人-IMMORTAL-（2019年 - 2020年、乙橘吹、月慈）
- スプリガン（2022年、女性A）

### ゲーム
2016年
- Blackish House sideA→
- マジきゅんっ!ルネッサンス（響玲音）

2017年
- Ever Oasis 精霊とタネビトの蜃気楼
- マインクラフト:ストーリーモード シーズン2（ステイシー プレイス、ファンガール 他）

2018年
- 名探偵ピカチュウ
- モン娘☆は〜れむ（IF ラクリマ〈2代目〉）

2020年
- メガミヒストリア（クレオパトラ）

2021年
- ファイナルファンタジーVII リメイク インターグレード

2022年
- コードギアス 反逆のルルーシュ ロストストーリーズ（女生徒 他）

2023年
- ポケモンマスターズEX（ドラセナ）
- ストリートファイター6（市民）
- ヘブンバーンズレッド（2023年 - 2024年、白石先輩、習志野ドーム住人）

### ドラマCD
- 本好きの下剋上（2017年 - 2018年、フロレンツィア、ソランジュ）

### BLCD
- 絶対BLになる世界VS絶対BLになりたくない男2
- プリンシプル（八代の幼少期）
- ピンクとまめしば（2017年、山口先生）
- あいとまこと（2018年、千賀母）
- メトロ（2020年、水葵の母）

### 吹き替え

#### 映画
- ハリウッド・スキャンダル（2016年、サラ）
- ナイスガイズ!（2017年）
- スノー・ロワイヤル（2019年、グレース・コックスマン〈ローラ・ダーン〉）
- ワイルド・スピード/スーパーコンボ（2019年、タトゥーの女性[21]）
- ボディカメラ（2020年、タネーシャ・ブランズ〈アニカ・ノニ・ローズ〉）
- ムーラン 最後の戦い（2020年、ムーラン〈チャン・ドン〉）
- 観察者（2021年）
- SAS: 反逆のブラックスワン（2021年）
- パンデミック・エクスプレス 感染無限列（2021年、ティンティン〈グレイス・ シア〉）
- 雨とあなたの物語（2022年）

#### ドラマ
- アンブレラ・アカデミー（2019年、7号 ヴァーニャ・ハーグリーブス〈エリオット・ペイジ〉）
- イエロージャケッツ
- 王になった男（ウンシム〈チョン・ヘヨン〉）
- 風と雲と雨（女将）
- キラー・ビー（ビアンカ、ジャッキー）
- KILLJOYS/銀河の賞金ハンター（2017年、ルーシー〈タムセン・マックドノー〉）
- グッド・コップ（2018年）
- クリープショー
- ゴシップガール（リーマ）
- コンサルタント
- THE A LIST/Aリスト
- ザ・ソサエティ（リネット）
- サブリナ: ダーク・アドベンチャー（2018年、コンスタンス・ブラックウッド）
- ザ・ホーンティング・オブ・ブライマナー
- SEAL Team/シール・チーム（ステラ〈アロナ・タル〉）
- シカゴ・ファイア（ナオミ）
- シカゴ・メッド（エヴァ・ベッカー〈ノーマ・クーリング〉）
- スノーピアサー（オードリー〈レナ・ホール〉）
- チャンピオン（2018年、ブリトニー）
- ナイトフォール -悲運の騎士団-（マルグリット〈クレモンタイン・ ニコルソン〉）
- ナニー（シンシア）
- 初恋は初めてなので
- POWER/パワー（ケイト 他）
- 被告人（ヨニ〈オム・ヒョンギョン〉）
- ファーストレディ（2022年、ヘミングウェイ[22]）
- ベンジー（通行人）
- ホラー・オブ・ドロレス・ローチ（フローラ）
- 魔女たちの楽園〜二度なき人生〜（ヤン・グミ）
- ミセス・アメリカ〜時代に挑んだ女たち〜（オードリー 他）
- ユートピア〜悪のウイルス〜（ジェシカ・ハイド〈サーシャ・レーン〉）
- ユニークライフ
- ラブ（2018年）
- ルーク・ケイジ（2018年）
- 令嬢アンナの真実（ドナ 他）
- レイチェル: 黒人と名乗った女性（女性）
- レ・ミゼラブル
- ロック&キー（2020年、イーデン・ホーキンス〈ハレア・ジョーンズ〉）
- ワルノリ! どっきりギャング（2017年）

#### アニメ
- SING/シング（2017年、エディのママ）[23]
- シザー・セブン（2018年、少年 他）
- スパイダーマン:スパイダーバース（2018年、女性ニュース）
- ダーククリスタル: エイジ・オブ・レジスタンス（2019年、スケクシス[24]、装飾師）
- レゴ ジュラシック･ワールド：イスラ･ヌブラル島の伝説（2019年、ダイアン 他）
- 小さな勇者ヒコ（2020年）
- ライム・タイム・タウン（2020年、スプーン町長、ママバニー）
- ソニックプライム（2022年、レッド、女海賊）[25]

### ラジオ
- あべながの野望〜他力本願の変〜（TOKYO FM）

### ボイスオーバー
- We Love Cats! 〜猫と人間の幸せな関係〜
- ザ・ジレンマ: もうガマンできない?!（リディア）
- ザ・ジレンマ: もうガマンできない?!（フラヴィア）
- THE NAKED XL 12人の挑戦
- ダンシング・ドラァグ・クイーン
- ディファイアント・ワンズ: ドレー&ジミー
- ドリームホーム 〜模様替え大作戦!〜
- 5ファースト・デート
- ボクらを作った映画たち
- 未解決ミステリー
- ラブ・イズ・ブラインド 〜外見なんて関係ない?!〜（LC）
- リアルガールズ・イン・プリズン
- ワールド極限ミステリー

### 映画
- 僕が跳びはねる理由（2021年）

### ボイスコミック
- 怨霊奥様
- 親友王子と腰巾着〜推しの王子に求婚されて困ってます（レノアの母）

### その他コンテンツ
- ボートレースマンとテレッペからのお知らせ（テレッペ）
- 宮城県民共済 マスコットキャラクター「 Kすまいるず」（サイタロウ）